# Terras fönster nr 6
Terras fönster nr 6 är en svensk kortfilm från 1952.

## Rollista
- Inger Lindblad - sjungande skolfröken

### Fotnoter
1. ↑  ”Terras fönster nr 6”. Svensk Filmdatabas. http://www.sfi.se/sv/svensk-filmdatabas/Item/?itemid=15185&type=MOVIE&iv=Basic&ref=/templates/SwedishFilmSearchResult.aspx?id%3d1225%26epslanguage%3dsv%26searchword%3dterras+f%C3%B6nster%26type%3dMovieTitle%26match%3dBegin%26page%3d1%26prom%3dFalse. Läst 14 oktober 2019.